# Hongkong i olympiska sommarspelen 1972
Hongkong deltog med 10 deltagare vid de olympiska sommarspelen 1972 i München. Ingen av landets deltagare erövrade någon medalj.